# Флаг Тульского сельского поселения (Адыгея)
Флаг муниципального образования «Ту́льское сельское поселение» Майкопского района Республики Адыгея Российской Федерации — опознавательно-правовой знак, служащий официальным символом муниципального образования.
Флаг утверждён 31 мая 2011 года, как флаг муниципального образования «Тульское городское поселение» (с 1 января 2012 года — муниципальное образование «Тульское сельское поселение») и 2 ноября 2011 года внесён в Государственный геральдический регистр Российской Федерации с присвоением регистрационного номера 7259.

## Описание
«Флаг Тульского городского поселения представляет собой прямоугольное полотнище с отношением ширины к длине 2:3, воспроизводящее композицию герба Тульского городского поселения в зелёном, красном, белом и жёлтом цветах».
Геральдическое описание герба гласит: «В зелёном поле, опрокинутое серебряное стропило заполненное червленью и обременённое двумя серебряными, золотыми рукоятями вверх обнаженными шашками накрест, поверх которых серебряный ружейный ствол в пояс, сопровождаемыми вверху и внизу двумя золотыми киянками (деревянными молотками). Справа и слева стропило сопровождается двумя золотыми яблоками».

## Обоснование символики
Флаг Тульского городского поселения отражает его исторические и культурные традиции, а также природно-географические особенности.
Административный центр Тульского городского поселения — посёлок Тульский был основан в 1862 году как станица Егерухаевская. Статус станицы населённый пункт имел более ста лет. Кроме этого основателями станицы были в своём большинстве семьи кубанских казаков, это отражено на флаге двумя серебряными, золотыми рукоятями вверх обнажёнными шашками накрест.
В 1867 станица Егерухаевская с согласия императора Александра II была переименована в Тульскую в честь 72-го Тульского пехотного полка, ранее находившегося на Кавказе, что отражено на флаге Тульского городского поселения элементами из герба Тульского пехотного полка — двумя золотыми киянками (деревянными молотками) и серебряным ружейным стволом.
Серебряное стропило символизирует реку Белую, протекающую по территории поселения и берущую своё начало в Кавказских горах.
Золотые яблоки символизируют находящиеся на территории поселения урочище Майкоп и одноимённую небольшую реку, берега которой некогда были покрыты множеством диких яблонь. Майкоп в переводе на русский язык означает — устье «яблоневой» реки. Именно по этому месту получила своё название в XIX веке столица Республики Адыгея — город Майкоп.
Красный цвет — символ красоты, мужества и силы.
Зелёный цвет символизирует надежду, природу, жизнь, здоровье.
Жёлтый цвет (золото) — символ прочности, силы, великодушия, солнечного света и рассвета.
Белый цвет (серебро) — символ простоты, совершенства, благородства, мира.